# Gauliga Rhin moyen
Pour un article plus général, voir Gauliga.
La Gauliga Rhin moyen (en Allemand: Gauliga Mittelrhein) fut une ligue de football (de Division 1) imposée par le NSRL en 1933.
Dès leur arrivée au pouvoir en mars 1933, Adolf Hitler et le NSDAP imposèrent une réorganisation administrative drastique à l'Allemagne (voir la liste des Gaue). Administrativement, les "Gaue" d’Aixe-la-Chapelle/Cologne et celle de Moselle remplacèrent l’ancienne province prussienne du Rhin (ou Rhénanie prussienne) de la République de Weimar.
En 1941, cette ligue fut scindée en deux Gauligen distinctes: la Gauliga Aix-la-Chapelle/Cologne et la Gauliga Moselle. Des équipes belges des Cantons de l'Est  furent joints à la ligue Aix/Cologne, alors que des clubs luxembourgeois participèrent à la ligue Moselle.
Ces deux Gauligen furent démantelées en 1945.

## Généralités

### Gauliga Rhin moyen
La ligue fut mise sur pied en 1933 par 10 clubs. Elle remplaça les anciennes Oberliga et Bezirksliga qui couvraient précédemment cette région. 
Lors de sa première saison, la ligue aligna onze clubs qui se rencontrèrent en matches aller/retour. Le champion participa  à la phase finale du championnat, jouée par élimination directe. Les trois derniers classés furent relégués. La saison suivante, cette ligue fut ramenée à 10 équipes et conserva cette organisation jusqu’au déclenchement de la Seconde Guerre mondiale en 1939. En 1937, le club d’Alemannia Aachen rejoignit la ligue en venant de la Gauliga Bas-Rhin.
Après le début des hostilités, la Gauliga Rhin moyen fut partagée en deux groupes. Le groupe Nord compta sept clubs pour six au groupe Sud. Les deux vainqueurs de poule jouèrent une finale aller/retour pour désigner le champion.
En 1940-1941, la ligue retrouva la forme d’une série unique, avec dix clubs. Mais ce fut son dernier exercice saison, car en vue de la saison suivante, la Gauliga Rhin moyen fut scindée en deux ligues distinctes. Celles-ci couvrirent les territoires des Gaue dont elles portèrent le nom: la Gauliga Aix-la-Chapelle/Cologne (Aachen/Köln) et la Gauliga Moselle (Moselland).

### Gauliga Aix-la-Chapelle / Cologne
Le territoire couvert par celle ligue était celui de la Gau du même nom à laquelle s’ajouta la région de Belgique nommée Cantons de l'Est. Cette région majoritairement germanophone avait été rattachée à l’Allemagne, après la capitulation belge du 28 mai 1940.
Cependant aucun club belge ne joua un rôle dans vue dans la compétition allemande. Cela vint au fait que la plupart des clubs belges issus de cette région qui étaient encore en activité avaient créés ou composés au moment du rattachement à l’Allemagne le plus souvent par des personnes favorables au régime nazi. Des clubs belges plus anciens, comme le R. FC Malmundaria 1904, préférèrent rester inactifs pendant cette période troublée et le restèrent jusqu’à la fin de la guerre.
La Gauliga Aix/Cologne débuta avec neuf clubs regroupés en une seule série. Pour la saison 1942-1943, la ligue eut un participant de plus, mais la saison suivante, elle revint à 9 entités.
L’arrivée des armées alliées à proximité de la frontière belgo-allemande pendant l’automne 1944 fuit que la saison 1944-1945 ne débuta jamais.

### Gauliga Moselle
Le territoire de la Gauliga Moselle couvrit celui cde la Gau du même non à laquelle s’ajouta le Grand-duché de Luxembourg. Après la victoire allemande en 1940, celui-ci fut ajouté à la Gau Moselle et donc annexé au IIIe Reich.
La ligue débuta en deux groupes régionaux comportant chacun six clubs. Les deux vainqueurs de poule jouèrent une finale aller/retrour pur désigner le champion. Le groupe Ouest compta deux équipes de la ville de Trèves et quatre équipes luxembourgeoises. La méthode fonctionnement de cette Gauliga Moselle resta identique en 1942-1943, sauf que les Luxembourgeois furent cinq.
En 1943-1944, le groupe Est alignacinq clubs, pour sept à celui de l’Ouest. L’arrivée des troupes alliées dans la région, pendant l’automne 1944, empêcha la saison 1944-1945 de se dérouler.

### Après la reddition de l’Allemagne nazie
Après la capitulation sans conditions de l’Allemagne nazie, le territoire allemand fut divisé en quatre zones d’occupation, réparties entre les Alliés. Il y eut une zone américaine, une française, une soviétique. La région de la Gauliga Rhin moyen fut occupée par les Britanniques. Le Grand-duché de Luxembourg retrouva l’intégrité de son territoire et son indépendance. La Belgique récupéra ses Cantons de l'Est qui de nos jours constituent la Communauté germanophone de Belgique, un élément à part entière de l’État fédéral belge.
Les vestiges du Nazisme furent balayés par les Alliés qui ne manquèrent pas (à juste titre) de démanteler le NSRL. Toute l’organisation sportive allemande, y compris celle des fédérations et des clubs dut être réinstaurée. 
Du point de vue football, les clubs allemands de cette région furent versés dans la nouvelle structure créée par la DFB: l’Oberliga Ouest.

## Clubs fondateurs de la Gauliga Rhin moyen
Ci-dessous, les 11 clubs qui fondèrent la Gauliga Bas-Rhin et leur position en fin de saison 1932-1933:
- Mülheimer SV 06
- VfR 04 Köln
- SpVgg Sülz 07, Champion de la Division Rhin
- Eintracht 06 Trier
- Bonner FV 01
- SV Westmark 05 Trier
- Kölner CfR
- Kölner SC 99
- FV 1911 Neuendorf
- Fortuna Kottenheim, Champion de la Division Rhin moyen
- SV Rhenania Köln

## Champions et Vice-champions des Gauligen

### Gauliga Rhin moyen
| Saisons | Champions       | Vice-champions   |
| 1933-34 | Mülheimer SV 06 | VfR 04 Köln      |
| 1934-35 | VfR 04 Köln     | Kölner CfR       |
| 1935-36 | Kölner CfR      | Tura 04 Bonn     |
| 1936-37 | VfR 04 Köln     | Kölner CfR       |
| 1937-38 | SV Beuel 06     | Alemannia Aachen |
| 1938-39 | SpVgg Sülz 07   | SSV Troisdorf 05 |
| 1939-40 | Mülheimer SV 06 | SSV Troisdorf 05 |
| 1940-41 | VfL Köln 99     | VfR 04 Köln      |

### Gauliga Aix-la-Chapelle / Cologne
| Saisons | Champions                     | Vice-champions |
| 1941-42 | VfL Köln 99                   | VfR 04 Köln    |
| 1942-43 | SV Victoria 11 Köln           | VfR 04 Köln    |
| 1943-44 | KSG VfL 99 Köln/SpVgg Sülz 07 | SG Düren 99    |

### Gauliga Moselle
| Saisons | Champions           | Vice-champions       |
| 1941-42 | FV Stadt Düdelingen | Eintracht Kreuznach  |
| 1942-43 | TuS Neuendorf       | FK Niederkorn        |
| 1943-44 | TuS Neuendorf       | SV Schwarz-Weiß Esch |

## Classements dans les Gauligen de 1933 à 1944

### Gauliga Rhin moyen, puis Gauliga Aix-la-Chapelle / Cologne
| Club                            | 1934 | 1935 | 1936 | 1937 | 1938 | 1939 | 1940 | 1941 | 1942 | 1943 | 1944 |
| ------------------------------- | ---- | ---- | ---- | ---- | ---- | ---- | ---- | ---- | ---- | ---- | ---- |
| Mülheimer SV 06 3               | 1    | 5    | 4    | 6    | 4    | 7    | 1    | 4    | 3    | 4    |      |
| VfR 04 Köln 3                   | 2    | 1    | 7    | 1    | 8    | 5    | 4    | 2    | 2    | 2    |      |
| SpVgg Sülz 07 3                 | 3    | 3    | 6    | 3    | 7    | 1    | 2    | 6    | 7    | 9    |      |
| Eintracht 06 Trier              | 4    | 8    | 10   |      |      |      |      |      |      |      |      |
| Bonner FV 01 3                  | 5    | 7    | 3    | 7    | 9    |      | 2    | 7    | 9    | 5    |      |
| SV Westmark 05 Trier            | 6    | 4    | 9    |      |      |      |      |      |      |      |      |
| Kölner CfR 1                    | 7    | 2    | 1    | 2    |      |      |      |      |      |      |      |
| Kölner SC 99/VfL 1899 1         | 8    | 6    | 5    | 9    | 3    | 6    | 3    | 1    | 1    | 3    |      |
| Fortuna Kottenheim              | 9    |      |      |      |      |      |      |      |      |      |      |
| SV Rhenania Köln                | 10   |      |      |      |      |      |      |      |      |      |      |
| Blau-Weiss 06 Köln              |      | 9    |      |      |      |      |      |      |      |      |      |
| 1. FC Idar                      |      | 10   |      |      |      |      |      |      |      |      |      |
| TuRa 04 Bonn 3                  |      |      | 2    | 8    | 6    | 3    | 3    | 8    |      |      |      |
| TuS Neuendorf                   |      |      | 8    | 10   |      | 9    | 6    |      |      |      |      |
| SV Rhenania 05 Würselen         |      |      |      | 4    | 5    | 4    | 6    |      | 8    |      |      |
| SV Beuel 06 4                   |      |      |      | 5    | 1    | 8    | 4    | 10   |      |      |      |
| SpVgg Andernach 2               |      |      |      | 11   |      |      | 5    | 9    |      |      |      |
| Aachener TSV Alemannia 4        |      |      |      |      | 2    | 10   | 7    |      |      | 6    | 4    |
| Kölner BC                       |      |      |      |      | 10   |      |      |      |      |      |      |
| SSV Troisdorf 05                |      |      |      |      |      | 2    | 1    | 5    | 6    |      |      |
| SG Düren 99                     |      |      |      |      |      |      | 5    | 3    | 4    | 8    | 2    |
| SV Victoria 11 Köln             |      |      |      |      |      |      |      |      | 5    | 1    | 5    |
| SSV Vingst 05                   |      |      |      |      |      |      |      |      |      | 7    | 9    |
| Luftwaffe-SV Bonn               |      |      |      |      |      |      |      |      |      | 10   | 10   |
| KSG VfL 99 Köln/SpVgg Sülz 07 3 |      |      |      |      |      |      |      |      |      |      | 1    |
| KSG VfR/Mülheimer SV 3          |      |      |      |      |      |      |      |      |      |      | 3    |
| Kohlscheider BC 1913            |      |      |      |      |      |      |      |      |      |      | 6    |
| SV Bayenthaler SV               |      |      |      |      |      |      |      |      |      |      | 7    |
| KSG Bonn 3                      |      |      |      |      |      |      |      |      |      |      | 8    |

Source:« Gauliga Mittelrhein & Köln-Aachen », Das deutsche Fussball-Archiv (consulté le 10 avril 2009)
- 1 En mai 1937, VfL Köln 1899  et Kölner CfR fusionnèrent pour former le VfL Köln 99.
- 2 SpVgg Andernach rejoignit la Gauliga Moselle en 1941.
- 3 Les Associations de guerre (Kriegsgemeinschaften – KGS) suivantes furent formées en 1943: 
  - VfL Köln 1899 et SpVgg Sülz 07 formèrent la KSG VfL 99 Köln/SpVgg Sülz 07.
  - VfR Cologne et SV Mülheim formèrent la KSG VfR/Mülheimer SV.
  - Bonner FV et TuRa 04 Bonn formèrent la KSG Bonn.
- 4 Le titre fut attribué au SV Beuel 06 après la fin de la saison. Mais toutefois, ce fut Alemannia Aachen qui prit part à la phase finale du championnat.

- Note 1: En 1934, FV 1911 Neuendorf, ASV Neuendord et SJK Neuendorf fusionnèrent pour former TuS Neuendorf.
- Note 2: En 1948, Eintracht 06 Trèves et SV Westmark 06 Trèves fusionneront pour former Eintracht Trèves.
- Note 3: En 1948, BC Kölner et SpVgg Sülz 07 fusionnèrent pour former 1. FC Cologne.
- Note 5: En 1948, Bayenthaler SV, Sparkassen-Verein 1927 Cologne et SV Victoria 1911 Cologne fusionnèrent et formèrent SC Fortuna Cologne.
- Note 6: En 1965, Bonner FV et TuRa 04 Bonn fusionneront pour former  Bonner SC .
- Note 7: De nos jours, le SV Rhenania 1919 Cologne existe encore mais il s’agit d’un grand club de natation.

### Gauliga Moselle
| Club                          | 1942 | 1943 | 1944 |
| ----------------------------- | ---- | ---- | ---- |
| SG Eintracht Kreuznach        | 1    | 2    | 2    |
| TuS Neuendorf                 | 2    | 1    | 1    |
| SpVgg Andernach               | 3    | 3    |      |
| FV Engers 07                  | 4    | 5    | 5    |
| VfB Lützel                    | 5    |      |      |
| Viktoria Neuwied/KSG Neuwied4 | 6    | 6    | 6    |
| FV Stadt Düdelingen           | 1    | 3    | 2    |
| Moselland Luxemburg           | 2    | 4    | 5    |
| SV Düdelingen                 | 3    | 2    | 4    |
| SV Schwarz-Weiß Esch          | 4    | 5    | 1    |
| Eintracht Trier 5             | 5    | 6    |      |
| SC Westmark 05 Trier 5        | 6    |      |      |
| Germania Mudersbach           |      | 4    | 4    |
| FK Niederkorn                 |      | 1    | 3    |
| Reichsbahn SG Betzdorf        |      |      | 3    |
| Schwarz-Weiß Wasserbillig     |      |      | 6    |
| KSG Trier 5                   |      |      | 7    |
|                               |      |      |      |

Source:« Gauliga Moselland », Das deutsche Fussball-Archiv (consulté le 10 avril 2009)
- 4 Le SV Viktoria 08 Neuwied fut englobée dans la KSG Neuwied de 1941 à 1945.
- 5 Eintracht Trèves et SC Westmark 05 Trèves formèrent la "KSG Trier" pour la saison 1943-1944.

## Clubs luxembourgeois dans la Gauliga Moselland
À partir de 1941, des clubs des pays occupés par l’armée allemande furent incorporés dans le championnat allemand et son système de Gauligen. Ce fut le cas de plusieurs clubs luxembourgeois. D’ailleurs, le FV Stadt Düdelingen disputa la phase finale du championnat en 1942. Il s’inclina contre le FC Schalke 04 (0-2).
Les clubs luxembourgeois suivants jouèrent dans la Gauliga Moselle après avoir du germaniser leur appellation:
- Le Stade Dudelange devint le FV Stadt Düdelingen;
- L’US Dudelange devint le SV Düdelingen;
- Le Progrès Niedercorn devont le FK Niederkorn;
- Le Spora Luxembourg devint Moselland Luxemburg;
- La Jeunesse d’Esch devint le SV Schwarz-Weiss Esch;
- La Jeunesse de Wasserbillig devint le Schwarz-Weiss Wasserbillig.

Dès la fin du conflit, ces clubs retrouvèrent leur giron national et le cas échéant, leur appellation d'origine.

## Sources et liens externes
- The Gauligas Das Deutsche Fussball Archiv (in German)
- Germany - Championships 1902-1945 at RSSSF.com
- Where's My Country? Article concernant les mouvements transfrontaliers des clubs defootball, at RSSSF.com
- Die deutschen Gauligen 1933-45 - Heft 1-3 Classements des Gauligen 1933-45, publisher: DSFS